# 葡萄牙、巴西和阿尔加维联合王国
葡萄牙、巴西和阿尔加维联合王国（葡萄牙語：Reino Unido de Portugal, Brasil e Algarves）是1815年—1822年葡萄牙王國、巴西王国和阿尔加维王国结成的共主邦聯。

## 历史
1500年—1815年，巴西是葡萄牙的殖民地。1807年—1813年，法兰西第一帝国侵佔了葡萄牙王國本土，葡萄牙王室流亡巴西。
1815年12月16日，葡萄牙、巴西和阿尔加维联合王国成立，巴西由殖民地升格为王国，与葡萄牙王國结为共主邦聯，葡萄牙君主兼任巴西君主。
1821年葡萄牙王室返回葡萄牙王國本土，但时任葡萄牙王储佩德罗仍继续留守巴西。1822年9月7日在时任葡萄牙王储佩德罗领导下，巴西单方面宣告独立。1822年10月12日时任葡萄牙王储佩德罗建立巴西帝國，他本人同时即位成为巴西皇帝佩德罗一世。
1825年11月15日葡萄牙王國与巴西帝國签订1825年里约热内卢条约，葡萄牙王國正式承认巴西帝國独立。